# Ewa Demarczyk
Ewa Maria Demarczyk (Krakkó, 1941. január 16. – 2020. augusztus 14.) lengyel énekesnő, színházigazgató.

## Életrajza
Karrierjét a Krakkói Orvostudományi Egyetem Cyrulik nevű diákkabaréjában kezdte 1961-ben. Innen 1962-ben átment a krakkói Piwnica pod Baranami Kabaréba, ahol együtt kezdett dolgozni Zygmunt Konieczny zeneszerzővel.
1963-ban a következő dalokkal lépett fel az I. Opolei Országos Lengyel Dalfesztiválon:
Karuzela z madonnami (dalszöveg: Miron Białoszewski)

Czarne anioły (dalszöveg: Wiesław Dymny) és 

Taki pejzaż (dalszöveg: Andrzej Szmidt).
Szereplését mind a nagyközönség, mind pedig a kritika igen lelkesen fogadta.
1964-ben a Sopoti Nemzetközi Dalfesztiválon lépett fel, ahol a Grande Valse Brillante (dalszöveg: Julian Tuwim) dalával második díjat nyert.
1966-ban végezte el a Krakkói Színművészeti Főiskolát.
Szintén 1966-tól kezdődik együttműködése Andrzej Zarycki zeneszerzővel.
Külföldön is szerepelt, többek között a párizsi Olympia színpadán, Genfben az Egyesült Nemzetek Szervezete XX. évfordulója alkalmából rendezett ünnepségeken, Svédországban és Belgiumban.
1976-tól megszűntek fellépései a Piwnica pod Baranami Kabaréban.
1986-tól megkezdte működését Krakkóban az Ewa Demarczyk Színház; 2001-től pedig ezen a néven egyesület működik.
Párizsi fellépései világkarrierjének kezdetét is jelentették. Szerepelt – többek között – a New York-i Carnegie Hall, a londoni Queen Elisabeth Hall, a tokiói Theatre Cocoon, a párizsi La Theatre du Forum des Halles és a varsói Teatr Wielki színpadán.

## Kitüntetései, díjai
- 1969 – Mondial du Theatre Fesztivál, Nancy, I. díj
- 1971 – Złoty Krzyż Zasługi (lengyel Arany Érdemkereszt)
- 1977 – a Francia Becsületrend tiszti fokozata
- 1979 – Polonia Restituta – Krzyż Kawalerski (Lengyelország Újjászületése Érdemrend – Lovagkereszt)
- 1987 – Zasłużony dla Kultury Narodowej (a lengyel Nemzeti Kultúra Érdemes Művésze)
- 1993 – a Lengyel Televízió Különdíja
- 2000 – Polonia Restituta – Krzyż Komandorski (Lengyelország Újjászületése Érdemrend – parancsnoki fokozat)
- 2005 – Złoty Medal Zasłużony Kulturze Gloria Artis (Gloria Artis Arany Kulturális Érdemérem)

## Leghíresebb dalai
- Ballada o cudownych narodzinach Bolesława Krzywoustego (Ferdeszájú Boleszláv csodálatos születésének balladája) – zene: Andrzej Zarycki, szöveg: Gallus Anonymus
- Biegnie dziewczyna lasem – (Fut a lány az erdőben) zene: Andrzej Zarycki, szöveg: Bolesław Leśmian
- Cyganka – (Cigánylány) zene: Andrzej Zarycki, szöveg: Oszip Emiljevics Mandelstam
- Czarne anioły (Fekete angyalok) – zene: Zygmunt Konieczny, szöveg: Wiesław Dymny
- Grande Valse Brillante – zene: Zygmunt Konieczny, szöveg: Julian Tuwim
- Groszki i róże (Borsók és rózsák) – zene: Zygmunt Konieczny, szöveg: Julian Kacper és  Henryk Rostworowski
- Karuzela z madonnami (Körhinta madonnákkal) – zene: Zygmunt Konieczny, szöveg: Miron Białoszewski
- Panna śnieżna (Havas boldogasszony) – zene: Andrzej Zarycki, szöveg: A. Biały, Jerzy Zagórski
- Rebeka – zene: Z. Białostocki, szöveg: Andrzej Włast
- Skrzypek Hercowicz (Hercowicz, a hegedűs) –  zene: Andrzej Zarycki, szöveg: Oszip Emiljevics Mandelstam
- Sur le Pont d'Avignon – zene: Andrzej Zarycki, szöveg: Krzysztof Kamil Baczyński
- Tomaszów –  zene: Zygmunt Konieczny, szöveg: Julian Tuwim
- Wiersze wojenne (Háborús versek) – zene: Zygmunt Konieczny, szöveg: Krzysztof Kamil Baczyński

## Lemezei
- 1963 – Karuzela z Madonnami
- 1967 – Ewa Demarczyk Zygmunt Konieczny dalait énekli
- 1974 – Ewa Demarczyk (Melodia) Szovjetunió
- 1982 – Ewa Demarczyk – live (Wifon)
- 1986 – Piwnica pod Baranami 1963-68
- 1992 – az Ewa Demarczyk – live (Wifon) album újraszerkesztett kiadása
- 1998 – az Ewa Demarczyk – live album újraszerkesztett kiadása
- 1999 – az Ewa Demarczyk Zygmunt Konieczny dalait énekli album újraszerkesztett kiadása
- 2004 – az Ewa Demarczyk (Melodia) album újraszerkesztett kiadása

## Bibliográfia
- Wolański R., Leksykon Polskiej Muzyki Rozrywkowej, Warszawa 1995, 38. oldal, ISBN 83-86848-05-7